# Montparnasse-i vasúti szerencsétlenség
A montparnasse-i vasúti szerencsétlenség miatt vált ismertté a párizsi Montparnasse-on található Paris Gare Montparnasse fejpályaudvar.

## A baleset
1895. október 22-én a Compagnie des Chemins de fer de l’Ouest vasúttársaság Granville–Párizs expressze túlfutott a megállóhelyén, majdnem 30 métert tett meg a pályaudvar csarnokában, áttört egy 60 centiméteres téglafalon, egy teraszon, s végül a Place de Rennes-en, az orrán állt meg.
A balesetet a szerelvényen tartózkodók mindegyike túlélte, azonban 5 ember könnyebben megsérült: két utas, egy tűzoltó és két vasúti dolgozó. Egy nő vesztette életét, aki az utcán állt, miközben a szerelvény lezuhant: Marie-Augustine Aguilar újságárus a férjét helyettesítette aznap. Árván maradt két gyermekét a vasúttársaság kártérítésben részesítette.
A balesetet egy meghibásodott fék okozta, de a mozdonyvezetők is hibáztak. A mozdony vezetője Guillaume-Marie Pellerin volt, aki 19 éve dolgozott mozdonyvezetőként. A mozdony Westinghouse-fékkel volt felszerelve, melynek kezelését Pellerin nem ismerte. Úgy tájékoztatták, hogy a Westinghouse-féle fékbetétek gyorsan kopnak, ezért, hogy óvja a fékberendezést, a mozdony kézifékjét használta az állomásra való megérkezéskor. Azonban Pellerin rosszul mérte fel a távolságot és a mozdony sebességét. Amikor látta, hogy a baleset elkerülhetetlen és a szerelvény nem fog megállni az ütközőnél, ő és a fűtőmunkás kiugrottak a szerelvényből. Egyiküket 25, másikukat 50 frank pénzbüntetésre, valamint 2 hónap börtönre ítélték.
A baleset következményei napjainkban is megtekinthetőek életnagyságú replikaként Dél-Amerikában, Brazíliában egy vasúti múzeumban.